# Nasoona setifera
Gorbothorax setifer là một loài nhện trong họ Linyphiidae.
Loài này thuộc chi Gorbothorax. Gorbothorax setifer được Andrei V. Tanasevitch miêu tả năm 1998.